# 在マレーシアモルディブ高等弁務官事務所
在マレーシアモルディブ高等弁務官事務所（ディベヒ語: މެލޭޝިއާގައި ހުންނަ ދިވެހިރާއްޖޭގެ ހައިކޮމިޝަން、マレー語: Suruhanjaya Tinggi Maldives di Malaysia、英語: High Commission of the Maldives in Malaysia）は、マレーシアの首都クアラルンプールに置かれているモルディブの在外公館である。

## 沿革
1968年にマレーシアとモルディブの間で外交関係が樹立された後、2006年、クアラルンプールに高等弁務官事務所が開設された。
この公館は、モルディブが英連邦から離脱した2016年10月から2020年2月まで、在マレーシアモルディブ大使館（ディベヒ語: މެލޭޝިއާގައި ހުންނަ ދިވެހިރާއްޖޭގެ އެމްބަސީ、マレー語: Kedutaan Besar Maldives di Malaysia / Kedutaan Maldives di Malaysia、英語: Embassy of the Maldives in Malaysia）と呼ばれていた。
モルディブが英連邦の共和国としての地位に復帰した2020年2月1日、この在外公館はモルディブ高等弁務官事務所に戻った。

## 住所
Suite 7-01, Menara See Hoy Chan, 374 Jalan Tun Razak, 50400 Kuala Lumpur

## 大使・高等弁務官
2019年7月18日から特命全権大使を務めていたヴィサーム・アリーが、2020年2月1日より高等弁務官を務めている。

## 著名な在勤者
- イブラーヒム・ウェイス - 駐日大使